# Schiekia orinocensis
Espèce

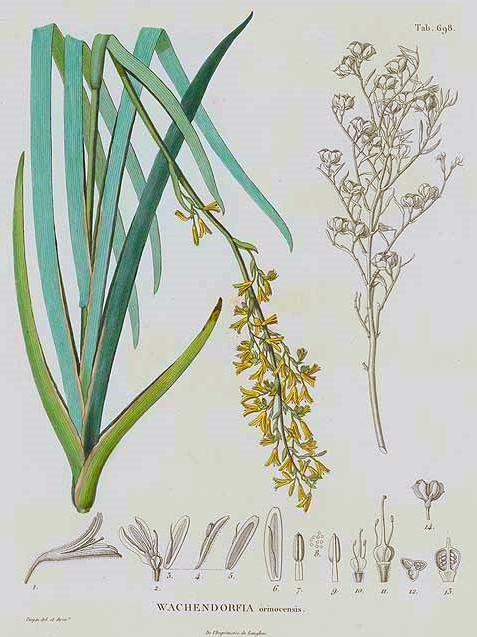
Illustration de Schiekia orinocensis.

Schiekia orinocensis est une espèce d'herbes de la famille des Haemodoraceae. C'est un géophyte rhizomateux qui pousse principalement dans le biome tropical humide. Il est utilisé comme médicament.
Il appartient au genre Schiekia décrit pour la première fois comme genre en 1957,. Il ne contient qu'une seule espèce reconnue, Schiekia orinocensis, originaire d'Amérique du Sud, du Brésil, de la Bolivie, de la Colombie, du Venezuela, du Guyana, du Suriname et de la Guyane française). Cette plante a captivé l’esprit de nombreux scientifiques qui ont tenté en vain de découvrir sa fonction dans l’ordre naturel
,,,.

## Phylogénie
La comparaison de l'ADN homologue a permis de mieux comprendre les relations phylogénétiques entre les genres de la sous-famille des Haemodoroideae. Les arbres ci-dessous représentent ces informations.
|  | Dilatris                                                   |
|  |                                                            |
|  | \| \| Lachnanthès \| \| \| \| \| \| Haemodorum \| \| \| \| |
|  |                                                            |
|  | Lachnanthès                                                |
|  |                                                            |
|  | Haemodorum                                                 |
|  |                                                            |

|  | Lachnanthès |
|  |             |
|  | Haemodorum  |
|  |             |

|  | Barberetta   |
|  |              |
|  | Wachendorfia |
|  |              |

|  | Xiphidium |
|  |           |
|  | Schiekia  |
|  |           |

|  | Barberetta   |
|  |              |
|  | Wachendorfia |
|  |              |

|  | Xiphidium |
|  |           |
|  | Schiekia  |
|  |           |

|  | Dilatris                                                   |
|  |                                                            |
|  | \| \| Lachnanthès \| \| \| \| \| \| Haemodorum \| \| \| \| |
|  |                                                            |
|  | Lachnanthès                                                |
|  |                                                            |
|  | Haemodorum                                                 |
|  |                                                            |

|  | Lachnanthès |
|  |             |
|  | Haemodorum  |
|  |             |

|  | Barberetta   |
|  |              |
|  | Wachendorfia |
|  |              |

|  | Xiphidium |
|  |           |
|  | Schiekia  |
|  |           |

|  | Barberetta   |
|  |              |
|  | Wachendorfia |
|  |              |

|  | Xiphidium |
|  |           |
|  | Schiekia  |
|  |           |

## Systématique
Le nom correct complet (avec auteur) de ce taxon est Schiekia orinocensis (Kunth) Meisn..
L'espèce a été initialement classée dans le genre Wachendorfia sous le basionyme Wachendorfia orinocensis Kunth.
Schiekia orinocensis a pour synonymes :
- Schiekia congesta Maury
- Schiekia flavescens Maury
- Schiekia orinocensis orinocensis
- Schiekia orinocensis savannarum Maguire & Wurdack
- Schiekia orinocensis var. angustifolia Stoel
- Schiekia orinocensis var. orinocensis
- Troschelia orinocensis (Kunth) Klotzsch & M.R.Schomb.
- Wachendorfia orinocensis Kunth
- Xiphidium angustifolium Willd.
- Xiphidium angustifolium Willd. ex Link